# Chvostanovití

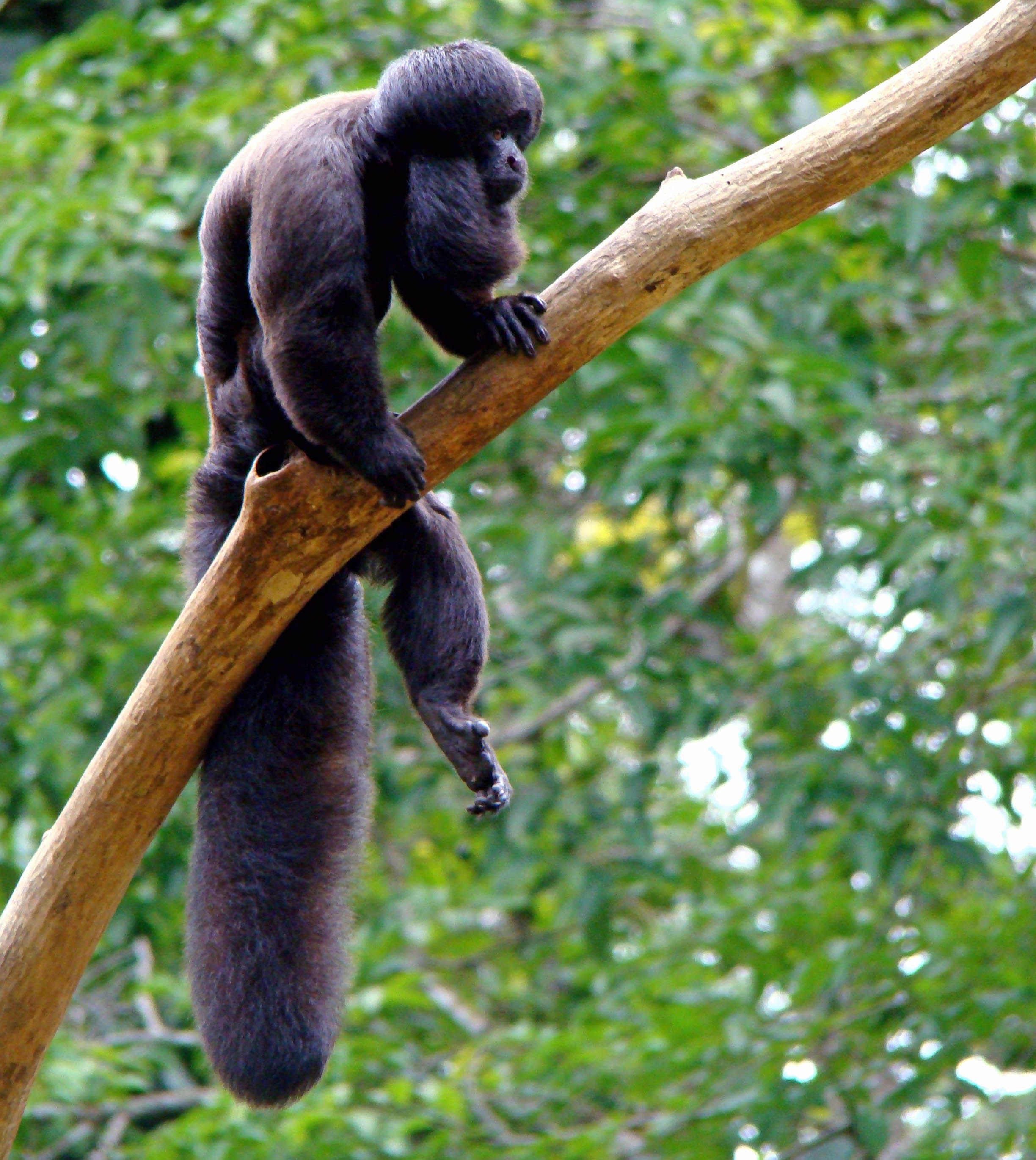
Chvostan (Chiropotes sp.)

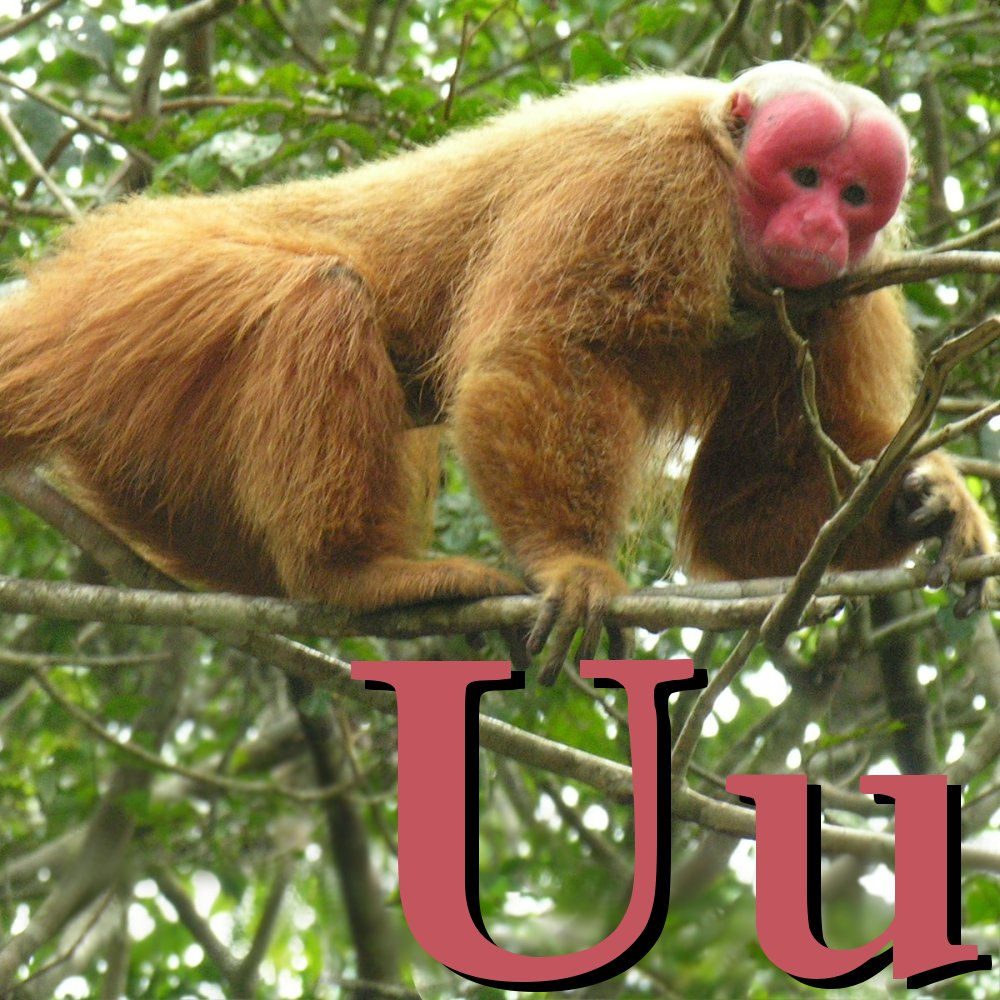
Uakari šarlatolící (Cacajao calvus)

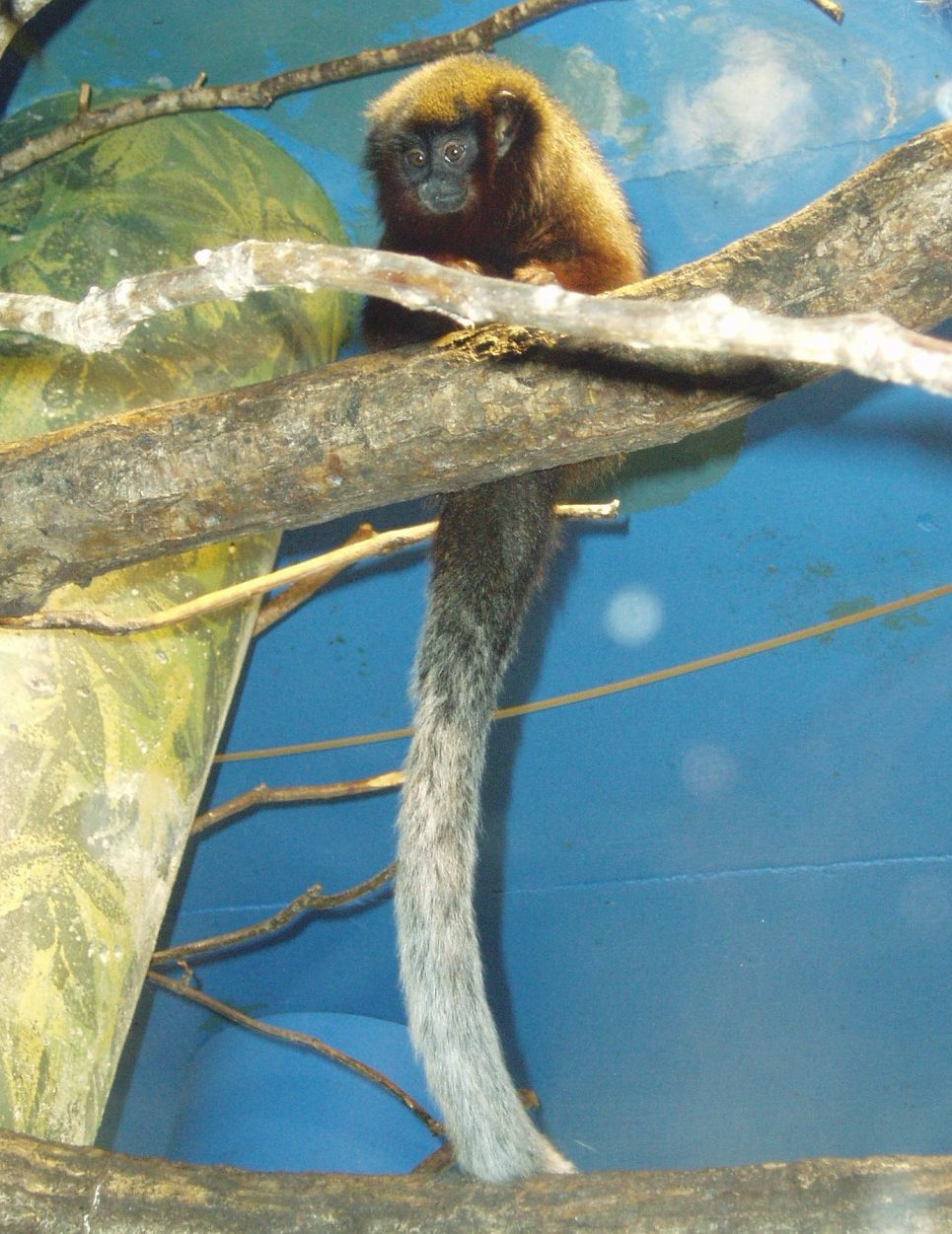
Titi červený (Callicebus cupres)

Chvostanovití (Pitheciidae) je čeleď ploskonosých opic, které žijí v Jižní Americe, od Kolumbie, Ekvádoru a Venezuely přes Brazílii po Bolívii a sever Argentiny. Čeleď chvostanovitých byla vyčleněna z čeledi chápanovitých (Atelidae), kde byla zařazena jako podčeleď.

## Rozdělení
Čeleď chvostanovití je rozdělena na dvě podčeledi:
- chvostani (Pitheciinae) – s dvěma rody chvostan Pithecia a Chiropotes a jedním rodem uakari Cacajao, rod Chiropotes je znám také pod jménem saki,
- titiové (Callicebinae) – s jediným rodem titi Callicebus.

## Popis
Chvostani jsou opice nepříliš veliké, délka jejích těla bývá od 25 do 50 cm a hmotnost od 1,7 do 2,4 kg. Nejnápadnější je jejich bohatě osrstěný válcovitý ocas, který bývá u rodu Pithecia delší než tělo a u rodu Chiropotes dosahuje délky těla. Pro svou dlouhou a hrubou srst působí zavalitě, přestože mají poměrně dlouhé zadní končetiny. I přes svůj neohrabaný vzhled jsou v korunách stromů velmi čilé. Na předních končetinách mají palec i ukazovák mnohem pohyblivější než ostatní opice Nového světa, dovoluje jim to lepší uchopování menších plodů. Obývají převážně horní patra tropických pralesů.
Titiové jsou velcí 30 až 40 cm a  ocas mají dlouhý 40 až 50 cm. Jejich jemná měkká srst je zbarvená v závislosti na jednotlivých druzích. Jsou považování za elegantní, pomalá a  mírná zvířata, nekoušou, v zajetí berou potravu z lidské ruky. Dávají přednost hustému nižšímu porostu a vysokým pralesům se vyhýbají.
Chvostani rodu Pithecia mají mohutné vyčnívající nadočnicové oblouky, nos je nad nozdrami ztluštělý. Jednotlivé druhů mají rozdílná zbarvení a jsou rozličně osrstěni. Např. chvostan bělolící má obličej silně pokrýt srstí, což vypadá jako plnovous. Samec je černý s bělavým obličejem a černým nosem, samice má srst šedohnědou a tmavý obličej. Naopak chvostan kosmatý má tmavě zbarvený obličej lysý, s výjimkou dvou pruhů chlupů od očí k ústům, samec i samice mají černou srst s bílými špičkami chlupů, srst na hlavě má značně prodlouženou a tvoří nad ušima přilbici.
Chvostani rodu Chiropotes nemají vystouplé nadočnicové oblouky a tlustý nos, ale mají dlouhý a hustý vous pod bradou. Převážnou část těla mají černě zbarvenou. Jejich srst je velmi hustá a dlouhá, na omak jakoby mastná. Ocas nosí svěšený. Jsou pomalejší při pohybu a poměrně špatní skokané.
Chvostani rodu Cacajao jsou se od ostatních chvostanů odlišují tím, že mají ocas krátký, po těle jen krátkou srst a celkově štíhlejší tělo. Dále mají lysou hlavu i obličej, který mívá výraznou barvu, růžovou, šarlatově červenou nebo i černou. Srst mají podle druhu stříbrošedou až bílou, červenohnědou až zlatočervenou nebo kaštanově hnědou.

## Stravování
Chvostani i titiové jsou všežravci, jejich základní potravou jsou plody stromů. Příležitostně se živí také květy, listy, pupeny, hmyzem i vejci ptáků. Chvostani rodu Pithecia aktivně lapají ptáky a vybírají spící netopýry z dutin stromů.

## Způsob života
Čeleď chvostanovitých tvoří denní opice, které téměř celý svůj život prožívají na stromech. Pohybují se po čtyřech, některé druhy občas balancují po zadních. Při krmení se mnohdy zavěšují za zadní končetiny, aby přední měly volné ke sběru potravy.
Některé druhy chvostanů jsou polygamní a žijí ve skupinách s 8 až 30 jedinci vedenými dominantním samcem. Jiné jsou zase monogamní a žiji v menších rodových skupinách s nedospělými potomky, kteří mnohdy pomáhají s výchovou mladších. Jsou to teritoriální zvířata, která svá území proti vetřelcům obhajují. Agresivitu vyjadřují tak, že si stoupnou na větev a třesou jí a celým svým tělem za hlasitého křiku. Samice chvostanů po asi 170 dnech březosti porodí obvykle jedno mládě které se na samici samo zavěsí. V péči o  potomka pomáhá samec i starší sourozenci. Po půl roce je mládě samostatné, s rodinnou skupinou však zůstává ještě 3 až 4 roky do dospělosti. Mohou se dožít i 15 let.
Titiové jsou monogamní, žijí v rodinných společenstvech maximálně o pěti jedincích. Lze vidět spolu sedícího samce a samici s navzájem propletenými ocasy. Jsou také teritoriální, svá území brání hlučným křikem a vetřelce honí, zřídkakdy opravdu spolu bojují. Samice porodí obvykle jedno mládě po 150 dnech březosti, které kojí asi 5 měsíců. O mladé se stará převážně samec, ti dospějí asi dvou létech a  pak odcházení z  rodinné skupiny. Ve volné přírodě se dožívají asi 12 let, v zajetí je znám případ dožití 25 let.

## Ohrožení
Chvostani i titiové jsou loveni a hlavně likvidace deštných pralesů pro těžbu kvalitního dřeva nebo pro výsadbu monokulturních plantáží jim zmenšuje nutný životní prostor a dostupnost vhodné potravy.
Podle IUCN jsou považováni za:
- téměř ohrožené druhy:
  - titi černočelý,
- zranitelné druhy:
  - chvostan bělavý, uakari Ayresův, uakari neblinský, uakari šarlatolící, titi bahijský, titi černoruký, titi maskovaný, titi ozdobný,
- ohrožené druhy:
  - chvostan bělonosý, chvostan Hickin, titi bolivijský, titi Coimbrův, titi Olallův,
- kriticky ohrožené druhy:
  - chvostan černý, titi peruánský, titi světlý.[1]

## Zatřídění chvostanovitých
V poslední době došlo nejen k přesunům mezi čeleděmi a podčeleděmi, ale i k rozdělení několika málo původních druhů na základě genetických zkoumání na další druhy a poddruhy, jejich počet ani české názvosloví není dosud pevné. Zde je jedna z možných klasifikací:
podčeleď chvostani (Pitheciinae) Mivart, 1865
rod chvostan (Pithecia) Desmarest, 1804
- - chvostan bělavý (Pithecia albicans) Gray, 1860
  - chvostan bělolící (Pithecia pithecia) Linnaeus, 1766
  - chvostan kosmatý (Pithecia monachus) É. Geoffroy, 1812
  - chvostan olysalý (Pithecia irrorata) Gray, 1842
  - chvostan tropický (Pithecia aequatorialis) Hershkovitz, 1987
- rod chvostan (Chiropotes) Lesson, 1840
  - chvostan bělonosý (Chiropotes albinasus) I. Geoffroy et Deville, 1848
  - chvostan černý (Chiropotes satanas) Hoffmannsegg, 1807
  - chvostan Hickin (Chiropotes utahickae) Hershkovitz, 1985
  - chvostan plavohřbetý (Chiropotes chiropotes) Humboldt, 1811
- rod uakari (Cacajao) Lesson, 1840
  - uakari Ayresův, uakari černý (Cacajao ayresii) Boubli et al., 2008
  - uakari černohlavý (Cacajao melanocephalus ) Humboldt, 1811
  - uakari neblinský (Cacajao hosomi) Boubli et al., 2008
  - uakari šarlatolící (Cacajao calvus) I. Geoffroy, 1847

podčeleď titiové (Callicebinae) Pocock, 1925
- rod titi (Callicebus) Thomas, 1903
  - titi ayapujský (Callicebus purinus) Thomas, 1927
  - titi bahijský (Callicebus melanochir) Wied-Neuwied, 1820
  - titi baptista (Callicebus baptista) Lönnberg, 1939
  - titi bělavý (Callicebus pallescens) Thomas, 1907
  - titi běloprstý, titi amazonský (Callicebus dubius) Hershkovitz, 1988
  - titi bělouchý titi Orbignův (Callicebus donacophilus) d’Orbigny, 1836
  - titi Bernhardův (Callicebus bernhardi) van Roosmalen et Mittermeier, 2002
  - titi bolivijský (Callicebus modestus) Lönnberg, 1939
  - titi Coimbrův (Callicebus coimbrai) Kobayashi et Langguth, 1999
  - titi černočelý (Callicebus nigrifrons) Spix, 1823
  - titi černoruký (Callicebus medemi) Hershkovitz, 1963
  - titi červený (Callicebus cupreus) Spix, 1823
  - titi hnědý (Callicebus brunneus) Wagner, 1842
  - titi Hoffmannův (Callicebus hoffmannsi) Thomas, 1908
  - titi límcový (Callicebus torquatus) Hoffmannsegg, 1807
  - titi maskovaný (Callicebus personatus) É. Geoffroy, 1812
  - titi Nashův (Callicebus stephennashi) van Roosmalen et Mittermeier, 2002
  - titi Olallův (Callicebus olallae) Lönnberg, 1939
  - titi ozdobný (Callicebus ornatus) Gray, 1866
  - titi peruánský (Callicebus oenanthe) Thomas, 1924
  - titi popelavý (Callicebus cinerascens) Spix, 1823
  - titi rezavý (Callicebus moloch) Hoffmannsegg, 1807
  - titi rudobřichý (Callicebus discolor) I. Geoffroy et Deville, 1848
  - titi rudokrký, titi hnědobřichý (Callicebus caligatus) Wagner, 1842
  - titi rudotemenný (Callicebus regulus) Thomas, 1927
  - titi světlý (Callicebus barbarabrownae) Hershkovitz, 1991
  - titi šedý (Callicebus lucifer) Thomas, 1914
  - titi tmavý (Callicebus lugens) Humboldt, 1811
  - titi zlatouchý, titi palácový (Callicebus aureipalatii) Wallace et al., 2006